# Ispettore Tibbs
L'Ispettore Virgil Tibbs è un personaggio, nato dalla penna di John Ball, che ha dato vita ad una serie cinematografica e ad una serie televisiva, L'ispettore Tibbs.

## Film
- La calda notte dell'ispettore Tibbs (1967)
- Omicidio al neon per l'ispettore Tibbs (1970)
- L'organizzazione sfida l'ispettore Tibbs (1971)

## Versioni del personaggio
In tutte le sue incarnazioni, Virgil Tibbs è un ispettore di polizia di colore, dotato di grandi intelligenza e doti investigative, anche se spesso, nelle sue indagini, è ostacolato dai pregiudizi razziali nei suoi confronti; vi sono però notevoli differenze tra i romanzi, i film (dove il personaggio è interpretato da Sidney Poitier) e la serie televisiva (dove è impersonato da Howard Rollins).
Nei romanzi, Virgil Tibbs è ispettore di polizia a Pasadena (dove, nella realtà, gli è stata riservata, simbolicamente, una scrivania presso il Dipartimento di Polizia), anche se le sue indagini possono portarlo fino in Estremo Oriente; nel primo film, ambientato nel Mississippi, dice di lavorare a Filadelfia, mentre in quelli successivi è ispettore di polizia a San Francisco. Nella serie televisiva, Tibbs è il capo della squadra investigativa della polizia presso la cittadina di Sparta, finché non lascia il lavoro per gli studi di legge, ed è sostituito dall'ispettore Forbes, anch'egli di colore. (In realtà, il personaggio fu eliminato a causa dei problemi con la droga dell'interprete Howard Rollins).
Anche il suo stato civile è soggetto a variazioni: nei libri e nel primo film è scapolo (solo nel finale dell'ultimo romanzo si fidanza con la vedova di un politico africano), mentre negli altri due film e nella serie televisiva è sposato con due figli e viene dato largo spazio ai suoi problemi famigliari (che, nel telefilm, lo porteranno alla separazione).
Nei romanzi, Tibbs è, come il suo autore John Ball, cintura nera di karate e appassionato di culture orientali, caratteristiche che non verranno riprese nelle versioni filmate.